# 圣保罗代座堂
圣保罗代座堂（St Paul's Pro-Cathedral）是圣公会欧洲直布罗陀教区的3座主教座堂之一，位于马耳他瓦莱塔的独立广场。
19世纪，英国阿德莱德王后访问马耳他时，有感于岛上没有圣公会崇拜场所，委托修建此堂。此堂修建在历史上德国医院骑士团的所在地，由 William Scamp设计，建于1839年到1844年。1839年3月20日，阿德莱德王后为其奠基。它用马耳他石灰岩建造，新古典主义风格。由于它的尖顶超过60米而成为瓦莱塔地标。建筑物的内部尺寸是33.5米×20.4米。
座堂入口上方的17世纪管风琴源于英格兰西北部的切斯特座堂。
走道里悬挂12面旗帜，代表英国皇家空军，和皇家海军。

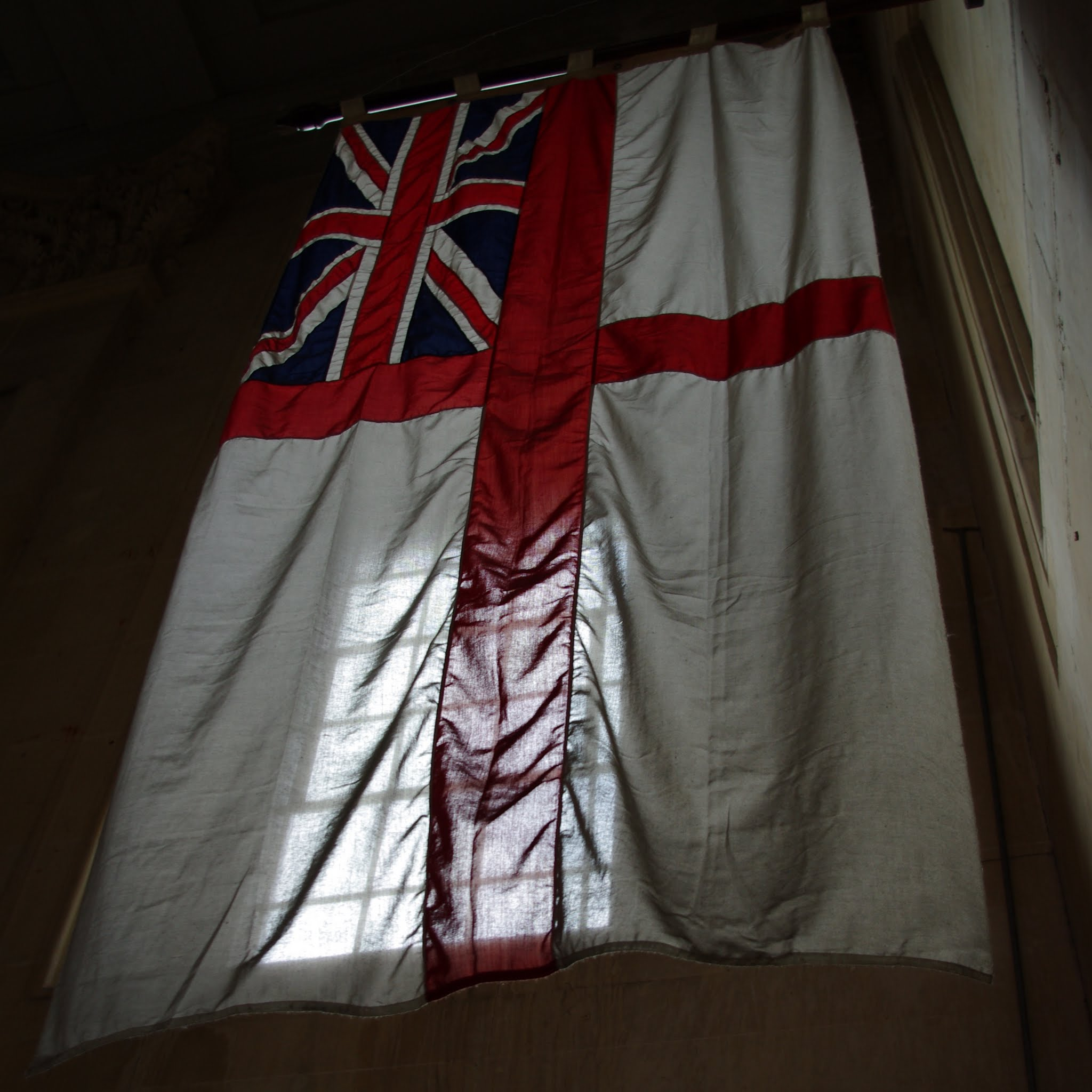